# Pier Ruggero Piccio

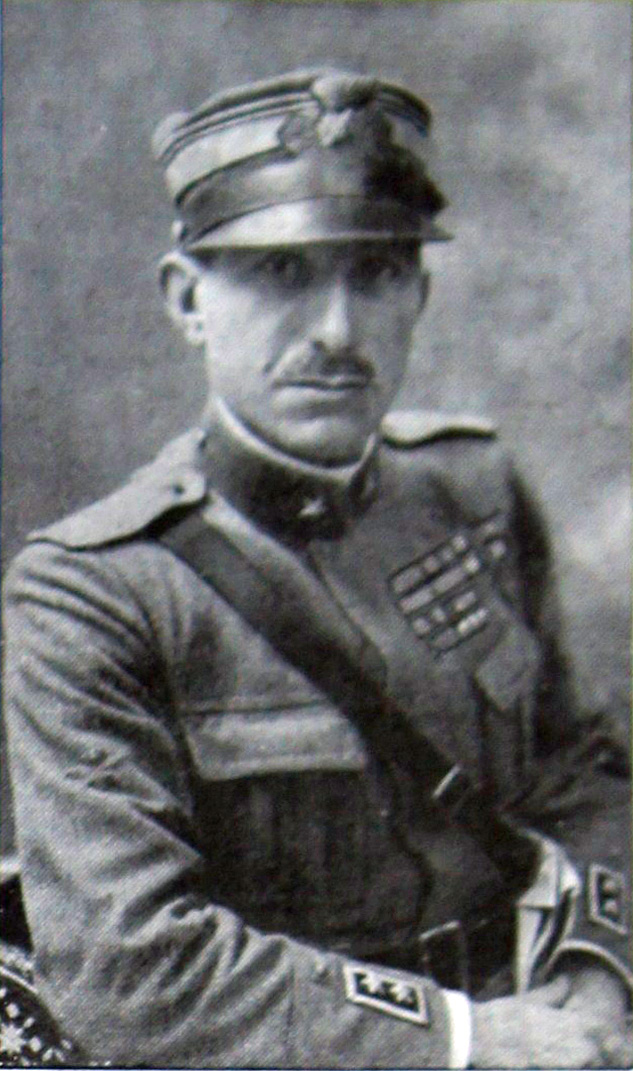
Pier Ruggero Piccio

Pier Ruggero Piccio (* 27. September 1880 in Rom; † 31. Juli 1965 ebenda) war ein italienischer Jagdflieger, General und Senator.

## Leben
Piccio begann im Oktober 1898 an der Militärakademie in Modena seine Offiziersausbildung und diente danach bei der Infanterie. Im Jahr 1913 kam er als Hauptmann zur Fliegertruppe und absolvierte dort eine Pilotenausbildung. Im Ersten Weltkrieg errang er 24 Luftsiege und war damit nach Francesco Baracca und Silvio Scaroni dritterfolgreichster italienischer Jagdflieger.
Von Oktober 1923 bis März 1925 war Piccio „Kommandant“, von Januar 1926 bis Februar 1927 dann erster Generalstabschef der am 28. März 1923 als Teilstreitkraft aufgestellten italienischen Luftwaffe, deren Ausbau er mit dem damaligen Staatssekretär und späteren Luftfahrtminister Italo Balbo vorantrieb. Von 1921 bis 1923, 1925 und von 1928 bis 1935 war Piccio italienischer Luftwaffenattaché in Paris.
1933 wurde Pier Ruggero Piccio zum Senator ernannt. Er starb 1965 in Rom.